# Byadarahalli, Channarayapatna
Byadarahalli là một làng thuộc tehsil Channarayapatna, huyện Hassan, bang Karnataka, Ấn Độ.